# Cheongnyangni 588
Cheongnyangni 588 était un quartier chaud de Séoul, en Corée du Sud, près de la gare de Cheongnyangni.
À son apogée dans les années 1980, il abrite 200 bordels et 500 prostituées, et est le plus grand quartier chaud de Séoul,. Cheongnyangni est souvent appelé "Oh Pal Pal", ce qui signifie "cinq huit huit" en coréen, sûrement en raison du bus qui traverse alors la région.

## Historique
La zone est d'abord utilisée pour la prostitution pendant l'occupation japonaise de 1910 à 1945 après la construction de la gare de Cheongnyangni. Dans les années 1950, pendant la guerre de Corée, la gare est empruntée par de nombreux soldats qui sont les principaux clients du quartier.
La levée du couvre-feu nocturne en 1982, (qui est en place depuis la fin de la Seconde Guerre mondiale), augmente la fréquentation dans la zone.
En 1988, Séoul accueille les Jeux olympiques d'été. Dans une tentative d'améliorer le quartier avant les Jeux olympiques, des fenêtres sont installées à l'avant des établissements sexuels dans le style du quartier De Wallen d'Amsterdam. Cette amélioration de la zone est soutenue par le gouvernement.
En 2004, le gouvernement sud-coréen adopte une loi anti-prostitution (loi spéciale sur le commerce du sexe de 2004) interdisant l'achat et la vente de services sexuels et fermant les bordels. Bien que désormais illégale, et malgré la répression policière, la zone continue son activité.

## Fermeture
Le gouvernement métropolitain de Séoul (SMG) met en place un "programme de surveillance civique" pour tenter de fermer le district en 2013, certaines actions de vigilance ont lieu dans le cadre de ce programme.
Des plans de réaménagement de la zone sont annoncés par le SMG. Le réaménagement implique la démolition de la zone et la construction de quatre complexes résidentiels-commerciaux de luxe de  65 étages et d'un centre commercial de 42 étages à l'horizon 2020. Fin 2016, la fermeture des 156 bordels commence, même si certaines des travailleuses du sexe sont déjà parties, beaucoup sont parties travailler dans des salons de massage ou des huegaetael (hôtels pour le sexe). La démolition commence en mars 2017, date à laquelle 8 bordels et 40 travailleuses du sexe sont toujours en activité. Le dernier bordel reste en activité jusqu'en mars 2018.

## Dans la littérature
Le quartier de Cheongnyangni est mentionné dans plusieurs œuvres de fiction ou non, par exemple comme décor du drame policier Seoul: Lost in the big city  (ISBN 978-0956476517) ou encore dans le livre In Search of Life  (ISBN 978-0956476500).